# Orso 1. Participazio
Orso 1. Participazio (døde 881) var den 14. doge i Venedig fra 864 til sin død. 
Han blev valgt – formentlig med akklamation – straks efter drabet på hans forgænger Pietro Tradonico. Inden året var omme var drabsmændene fanget, dømt og henrettet, formentlig ved halshugning. Orso fortsatte i lighed med Tradonico med at kæmpe mod pirater, slavere eller Saracener, som boede ved Adriaterhavets kyster. I kampen havde han fordel af nye, større skibe. 
Orso forærede den byzantinske kejser Basilios 1. en klokke til kirken Hagia Sophia. Han døde en naturlig død og blev efterfulgt af sin søn Giovanni 2.. 